# Xã Coldwater, Quận Butler, Iowa
Xã Coldwater (tiếng Anh: Coldwater Township) là một xã thuộc quận Butler, tiểu bang Iowa, Hoa Kỳ. Năm 2010, dân số của xã này là 1.440 người.